# Rumex alpinus
La paradella alpina (Rumex Alpinus) és una espècie de la família de les poligonàcies.

## Descripció
Planta herbàcia perenne amb una gran envergadura. La tija comença a ramificar-se en la part superior de la planta. Aconsegueix un creixement elevat, d'uns 50 a 100 centímetres. El gruix rizoma creix horitzontalment. Poc després que la neu es fonga apareixen uns brots amb una coloració que va des del verd-groguenc al roig. La part inferior de les fulles tenen una vora ondulada i pot atènyer fins a 50 centímetres de llargària. Aquestes són com les fulles lanceolades de tija llarga.
La planta té una llarga panícula floral densament ramificada. El fruit té la closca verda. A l'interior de la closca estan els fruits (sense dents) d'un color marró rogenc. El fruit és limitat per la closca, formada per tres peces. El període de floració és de juny a agost.

## Hàbitat
La paradella alpina creix a les muntanyes del centre i sud d'Europa. En zones elevades, entre 1200 a 2600 metres sobre el nivell del mar. L'espècie s'ha trobat establida a Escòcia i Amèrica del Nord. Prefereixen zones d'herba alta, humides i sòls rics en nitrats.

## Usos
Antigament, les fulles de la paradella alpina es coïen i es conservaven com xucrut. Ja que brindaven una valuosa quantitat de proteïnes als porcs.
En la medicina popular, el rizoma, com el del ruibarbre, s'ha utilitzat com a laxant.